# 5.º Batallón de Defensa Local de la Fuerza Aérea
El 5.º Batallón de Defensa Local de la Fuerza Aérea (5. Landesschützen-Bataillon der Luftwaffe) fue una unidad militar de la Luftwaffe durante la Segunda Guerra Mundial.

## Historia
Formado en el invierno de 1943/1944 en Holanda con 5 compañías. Renombrado XXII Batallón de Fortaleza de la Fuerza Aérea en octubre de 1944 en Holanda (3 compañías).